# Airbus A400M Atlas
 (mai 2024).
Si vous disposez d'ouvrages ou d'articles de référence ou si vous connaissez des sites web de qualité traitant du thème abordé ici, merci de compléter l'article en donnant les références utiles à sa vérifiabilité et en les liant à la section « Notes et références ».
Pour les articles homonymes, voir Atlas.

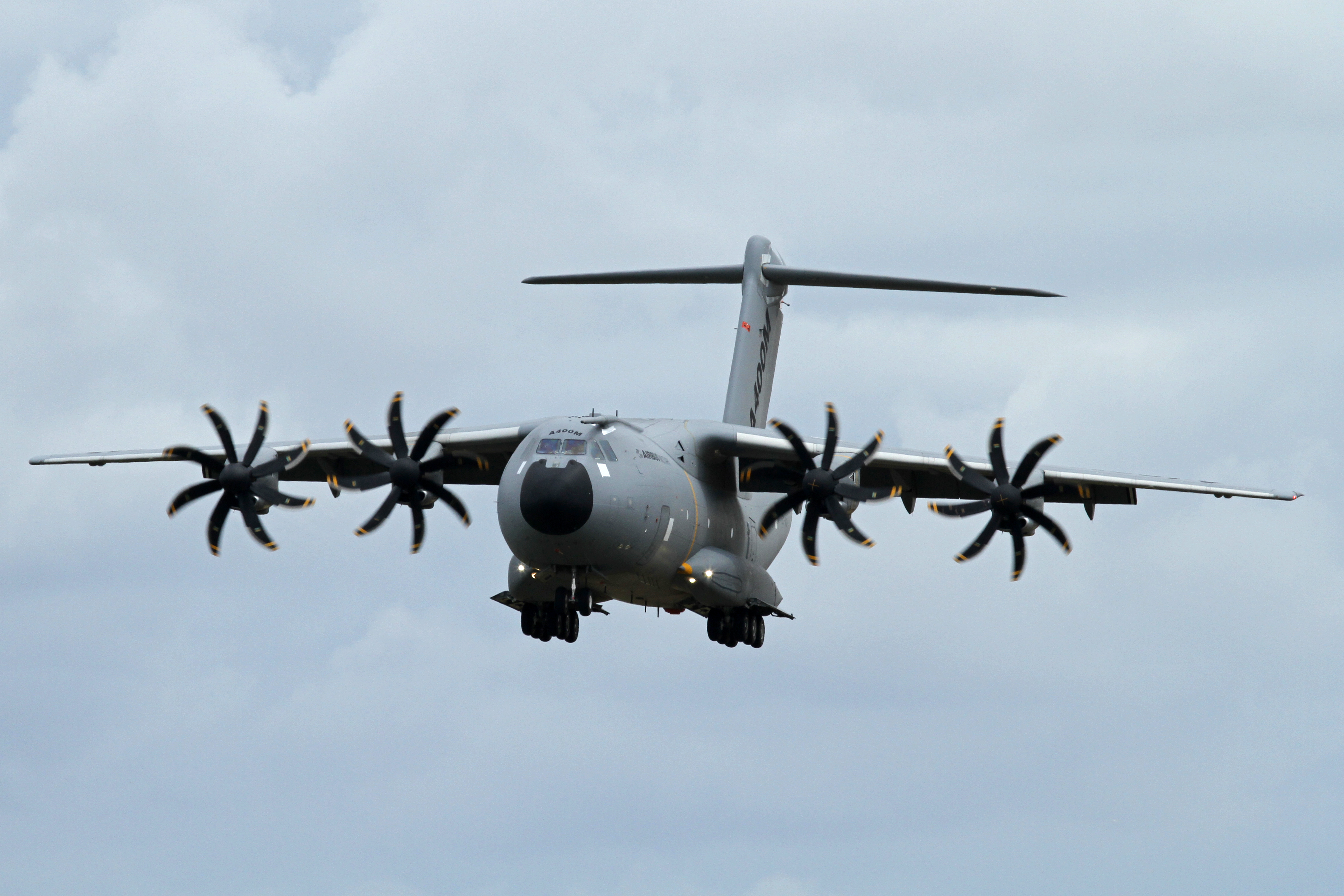
Airbus A400M de la TAF.

L'Airbus A400M Atlas, est un avion de transport militaire polyvalent conçu par Airbus Defence and Space, entré en service en 2013. Au 30 novembre 2022, il totalise 178 commandes dont 115 livrées.
Le projet sélectionné en 2000 à l'issue d'un appel d'offres a connu de nombreux retards et surcoûts. Assemblé à Séville, il sort d'usine en juin 2008 mais ne sera finalement certifié pour un usage militaire qu'en août 2013.
Destiné à des missions de transport stratégiques et tactiques, l'A400M est capable de transporter jusqu'à 37 tonnes de fret sur 4 500 km. Ses commandes de vol électriques lui permettent d'être aussi maniable qu'un biréacteur de type Dassault Falcon 10, bien plus léger. Son cahier des charges le rapproche de l'Antonov An-70 ukrainien.

## Histoire

### Premières études
Paradoxalement, l'A400M, avion de transport européen, trouve son origine dans une collaboration transatlantique. En 1983, Aerospatiale, MBB, Bae et Lockheed créent le projet FIMA (sigle en anglais : Future International Military Airlifter). En 1985, plusieurs pays européens reprennent l'étude industrielle, l'adaptant à leurs besoins militaires. Ils forment ainsi l'International European Project Group ou IEPG.
En 1989, Lockheed se retire pour se concentrer sur la modernisation de son C-130 Hercules, qui aboutira à la naissance du C-130J Super Hercules. À la suite de ce départ, le projet est abandonné.

### Du FLA à l'A400M
En 1993, huit pays (Allemagne, France, Royaume-Uni, Italie, Espagne, Portugal, Belgique et Turquie) se mettent d'accord sur un cahier des charges (European Staff Target), qui correspond à un besoin français exprimé dès 1984, baptisé FLA pour Future Large Aircraft (en français ATF pour Avion de Transport Futur),.
En janvier 1999, la filiale Airbus Military Company est créée pour répondre à l'appel d'offres avec un projet baptisé A400M. Les concurrents en lice sont alors l'Antonov An-70, le C130J de Lockheed-Martin et le C17 de Boeing. En juillet 2000, les nations européennes désignent officiellement l'A400M comme gagnant.
Par la suite, l'Italie se retire du projet au profit d'appareils C-130J Super Hercules et du plus léger C-27J, auquel elle participe. Le Luxembourg entre dans la liste des partenaires.
Le contrat est signé en septembre 2001 puis ratifié le 27 mai 2003, après que les huit pays eurent finalisé leurs nombres de commandes respectifs pour un total de 180 exemplaires.

### Organisations et consortiums

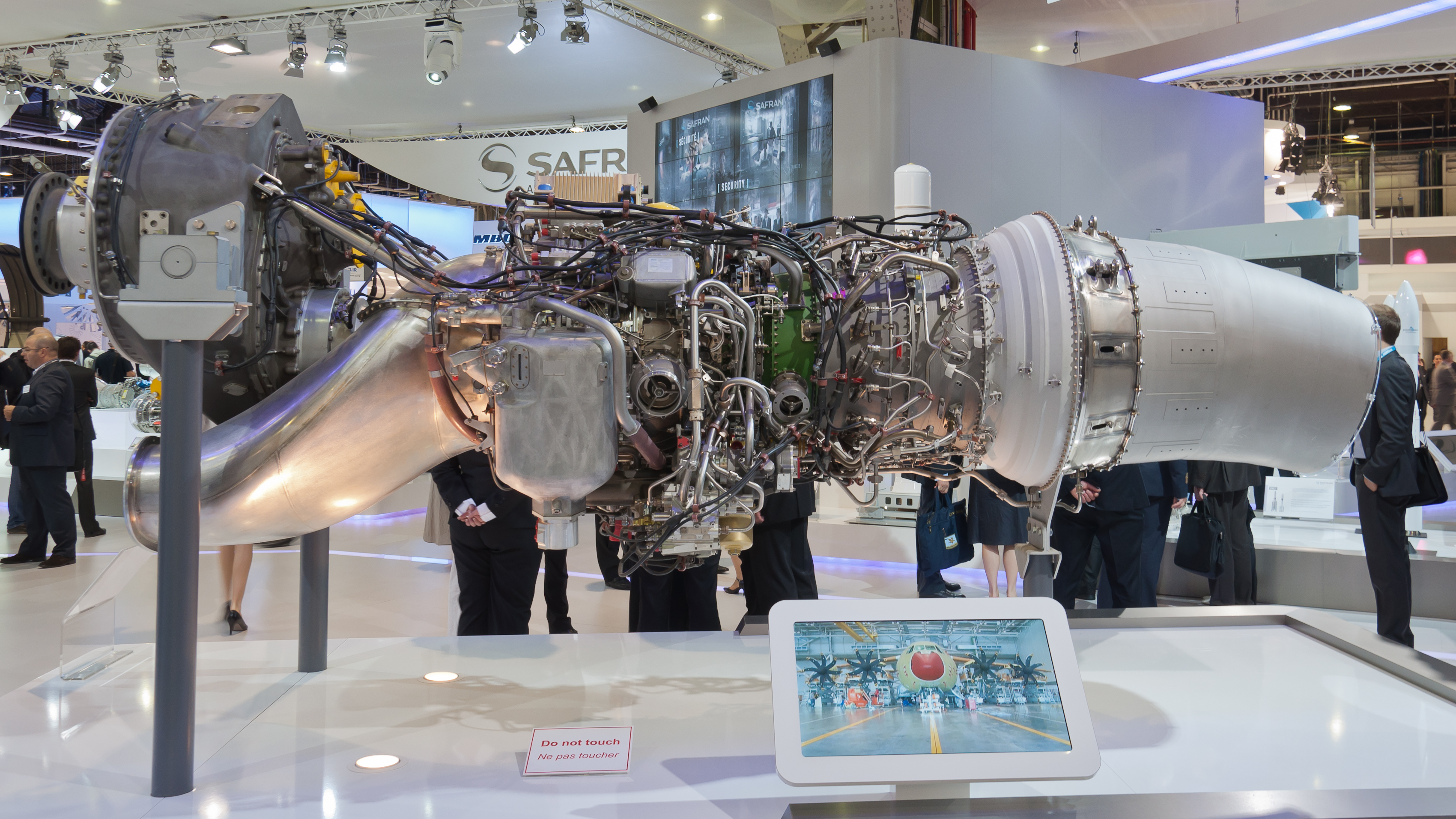
Turbopropulseur TP400-D6.

Les futurs acquéreurs sont représentés par l'Organisation conjointe de coopération en matière d'armement (OCCAR), créée spécialement pour assurer le suivi du programme. Du point de vue industriel, c'est la société ADS qui gère la totalité du programme. Cette société de droit espagnol a pour actionnaires Airbus, CASA, la société turque TAI et la société belge FLABEL.
Le consortium Europrop International (EPI) est créé pour l'étude et la construction des moteurs TP400-D6 de l'A400M. Il est composé du Français Snecma, du Britannique Rolls Royce, de l’Allemand MTU Aero Engines et de ITP pour l'Espagne.

### Cinq ans de la sortie d'usine à la certification
Le premier exemplaire fait sa sortie d'usine le 26 juin 2008 à Séville. Début novembre 2008, EADS reconnaît avoir ralenti la production de l'appareil dans l'attente du premier vol du turbopropulseur TP400 prévu pour équiper son appareil. Le 29 mars 2009, Thomas Enders, président d'Airbus, admettait que l'entreprise « n'est pas en mesure de construire l'avion » et « qu'il vaudrait mieux annuler le programme plutôt que de s'enfoncer dans les difficultés. » Cependant, les ministres de la Défense des pays partenaires du programme décidaient le 26 juillet 2009 de prolonger jusqu'à fin 2009 le moratoire avec Airbus.
Le 20 septembre, le président d'EADS Louis Gallois annonça le vol inaugural de l'A400M pour décembre 2009. Le premier vol d'essai, initialement prévu pour fin 2008, a finalement eu lieu le 11 décembre 2009 à Séville, soit un retard de plus d'un an sur le programme d’alors, lui-même en retard par rapport au programme initial.
Le programme connaît une nouvelle étape le 30 avril 2012 quand l'Agence européenne de la sécurité aérienne (AESA) lui octroie sa certification partielle. Airbus obtient la certification complète le 13 mars 2013.
Enfin, l'A400M obtient sa certification militaire le 31 juillet 2013, à la suite de la recommandation du comité d'experts rassemblant sept pays du programme le 19 juillet. L'Armée de l'air française réceptionne le premier A400M le 1er août 2013.
La cérémonie officielle, reportée, de remise du MSN007 (premier A400M à être livré à une armée de l'air) à l'Armée de l'air française se tient formellement à Séville le 30 septembre 2013. Le MSN007 reprend ensuite le chemin de la base aérienne 123 Orléans-Bricy.

### Retards et surcoûts

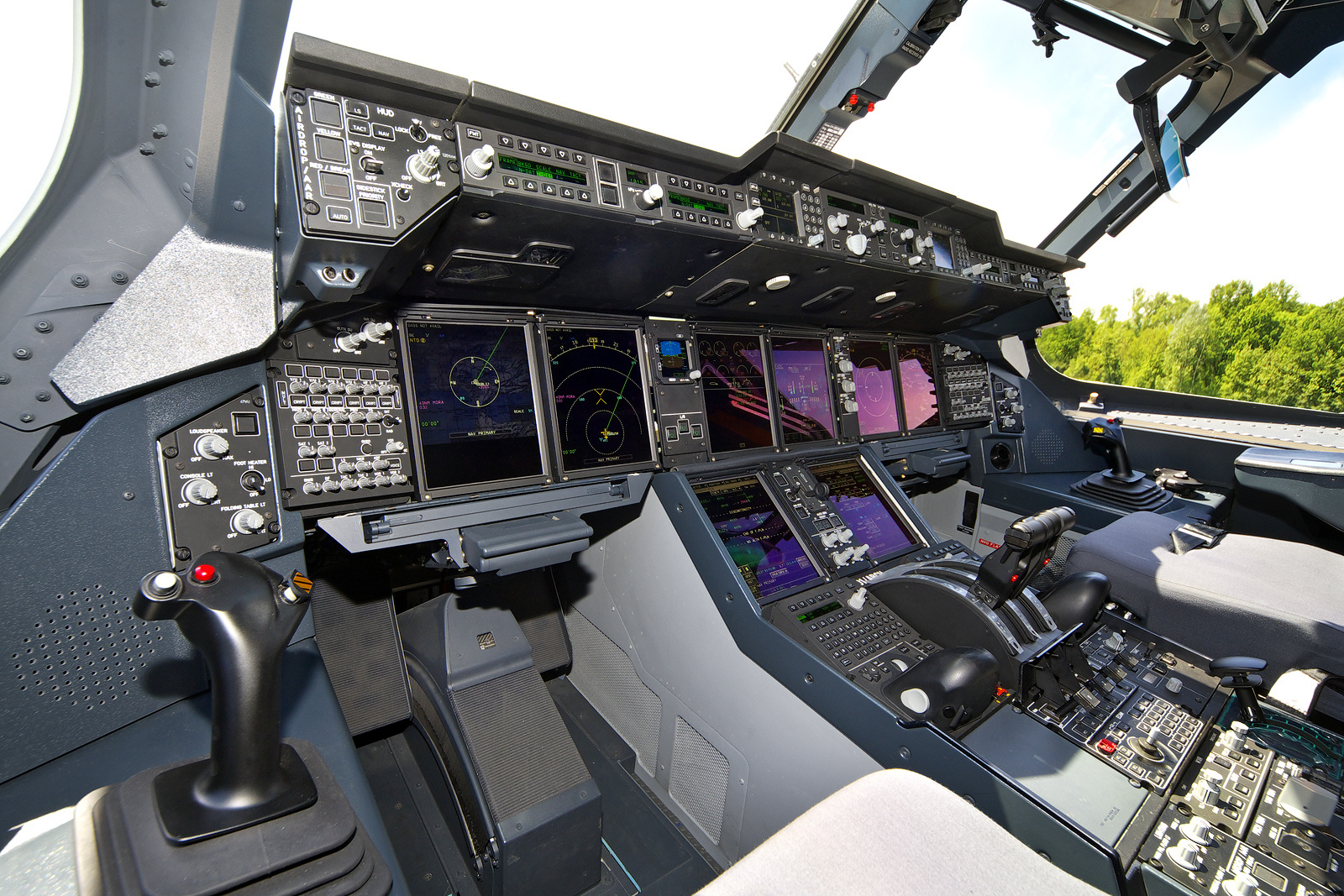
Le cockpit de l'A400M profite des nouvelles technologies développées pour l'A380.

Cinquante-six mois après la ratification du contrat, l’A400M devait faire son premier vol le 31 janvier 2008 et la France devait recevoir son premier A400M au bout de 77 mois, soit le 31 octobre 2009, mais des difficultés techniques et politiques ont encore retardé le programme. Selon Domingo Urena, les délais négociés en 2003 étaient irréalistes au vu de la complexité du projet. Le retard vient de plusieurs difficultés, rencontrées également sur d'autres projets européens comme Galileo, en particulier des partenaires européens qui ont peiné à se mettre d’accord sur le partage industriel (application du principe du « juste retour ») et qui ont ainsi retardé le lancement effectif du programme.
Ce retard entre en conjonction avec l'intensification de la déflation des flottes de transport militaires européennes essentiellement constituées de C-160 Transall et de C-130 Hercules, et ne sera pas sans difficulté pour les clients, en particulier pour l'armée française dont des milliers d'hommes sont déployés en permanence hors du territoire métropolitain.
Parallèlement, le 10 novembre 2008, les ministres de la Défense de l'Union européenne décident la création d'une Flotte européenne de transport aérien (FETA) (regroupant 12 pays sur 27 sous l'autorité de l'Agence européenne de défense) ainsi que d'une unité multinationale de 118 A400M (regroupant l'Allemagne, la Belgique, la France et le Luxembourg). Et au conseil informel de Palma-de-Majorque (24 et 25 février 2010), les ministres de la Défense de quatre pays décident une nouvelle étape pour « maximiser l’emploi des moyens aériens qui se raréfient. Les armées des différents pays [France, Allemagne, Belgique et Pays Bas] ne peuvent plus se permettre d’envoyer 3 avions sur la même destination à moitié plein ». Durant la même année, les nations clientes se sont mises d'accord pour supporter les 5,2 milliards d'euros de surcoûts induits par les problèmes techniques liés à la motorisation et les retards, auxquels se sont rajoutés 2 milliards d'euros supplémentaires. Les nations clientes ont par ailleurs accordé un prêt de 1,5 milliard sous forme d’avances remboursables gagées sur les futures exportations en échange et ont renoncé aux pénalités liées aux retards.
À son début, le programme A400M est estimé à un total de 20 milliards d'euros avant d'être réévalué à l'été 2009 à 25 milliards d'euros, puis à 27,7 milliards d'euros en mars 2010. (EADS prend à sa charge 1,8 milliard d'euros ce qui, ajouté aux 2,5 milliards d'euros déjà provisionnés par l'industriel, totalise une perte comptable de 4,3 milliards d'euros). Au total (clients + industriel), le programme de 20 milliards d'euros au départ atteint désormais 27,7 milliards d'euros (+ 7,7 milliards, soit + 38 %). Le cabinet d'audit PricewaterhouseCoopers (PWC) avait évalué le montant nécessaire pour mener le programme au bout (sans renier aucune capacité technique) à 31,3 milliards d'euros.
À la suite d'une charge supplémentaire de 2,2 milliards d'euros rajoutée à l'exercice 2016, notamment pour régler les problèmes de boîtes relais des réducteurs d’hélices de ses turbopropulseurs TP-400, Tom Enders, PDG du groupe Airbus, avait annoncé en février 2017 son intention de rediscuter le partage des surcoûts liés aux retards de développement avec les états clients de lancement de l’A400M (Allemagne, France, Royaume-Uni, Espagne, Turquie, Belgique, Luxembourg). En effet, certains pays comme l'Allemagne ont imposé des pénalités financières pour les retards. Un accord de principe fut annoncé par les nations clientes le 30 mars 2017 à la suite d'une conférence ministérielle à Madrid. Finalement le 7 février 2018, Airbus, l'OCCAR et les états clients ont signé une déclaration d’intention qui définit les termes d’un avenant au contrat,. « L’accord avec nos clients est une étape importante dans la réduction des risques qui pèsent encore sur le programme A400M » s’est félicité Tom Enders,. L'accord devant être finalisé durant l'année 2018. Il comporte une modification du plan de livraison ainsi qu’une feuille de route pour le développement et la qualification des capacités militaires finales de l’A400M.
Les comparaisons de coût unitaire des 180 avions commandés, avec le matériel américain de transport, font apparaître des chiffres très différents selon les années, presque du simple au double, suivant le taux de change euro/dollar, les surcoûts importants apparaissant finalement comme minoritaires dans cette augmentation globale. Voir le tableau suivant.
|                                             | C-130J   | C-130J-30 | A400M             | C-17     | Euro / Dollar |
| ------------------------------------------- | -------- | --------- | ----------------- | -------- | ------------- |
| Coût d'achat en 2001 (signature du contrat) | $ 100 M  |           | $ 102 M (€ 111 M) | $ 225 M  | 0,92          |
| Coût d'achat en 2007                        |          | $ 82 m    |                   | $ 250 M  |               |
| Coût d'achat en 01/2010                     | $ 75,3 m |           | $ 195 M (€ 130 M) | $ 250 M  | 1,50          |
| Coût d'achat en 03/2010                     |          |           | $ 175 M (€ 130 M) |          | 1,35          |
| Coût de maintenance, etc. /an               |          | $ 7,350 M |                   | $ 30 m   |               |
| Coût total sur 20 ans                       |          | $ 230 M   | $ 364 - 422 M     | $ 850 m  | 1,40          |
| Coût total sur 30 ans                       |          | $ 302 M   | $ 587 M           | $ 1150 M | 1,40          |

Ces données et estimations montrent que le prix d'achat de l'A400M, actuellement relativement proche de celui du C-17, n'empêche pas le coût de l'A400M d'être environ deux fois plus faible que celui du C-17 sur 20 ou 30 ans, du fait d'un coût annuel d'utilisation élevé du C-17, et ce même avec un euro à 1,40 dollar.

### Dates clés
Les principales dates du développement de l'A400M Atlas :
- 11 décembre 2009 : premier vol d'essai par MSN1 ;
- 13 février 2011 : vol d'essai dans le grand froid à Kiruna (−38 °C) ;
- 23 novembre 2011 : début de l'assemblage final du premier appareil pour l'Armée de l'air française (MSN7) ;
- 20 décembre 2011 : premier vol du cinquième et dernier prototype MSN6 ;
- 1er mars 2012 : le roi Juan Carlos Ier d'Espagne devint le premier chef-d'État pilotant un des A400M. En qualité de pilote militaire, il effectue plusieurs manœuvres pendant 20 minutes[réf. souhaitée] ;
- 3 mai 2012 : certification par l'Agence européenne de la sécurité aérienne ;
- 10 décembre 2012 : succès de 300 heures d'essais F&R (Function & Reliability) par MSN6 en 32 jours, avec 52 vols visitant 10 aérodromes ;
- 28 janvier 2013 : début de la formation de 18 mécaniciens de l'Armée de l'air française à Séville ;
- 4 février 2013 : début de celle de 6 pilotes de cette armée à Toulouse ;
- 6 mars 2013 : premier vol de MSN7 destiné à l'Armée de l'air ;
- 13 mars 2013 : certification de type civil complet par l'Agence européenne de la sécurité aérienne ;
- 19 juillet 2013 : recommandation pour la certification militaire par le comité d'experts CQC (certification and qualitification committee) ;
- 31 juillet 2013 : première certification au standard militaire ;
- 1er août 2013 : livraison de MSN7 ;
- 2 août 2013 : arrivée de MSN7 à Orléans-Bricy à 14 h 35 ;
- 30 septembre 2013 : célébration officielle de la livraison de MSN7 à Séville, reportée en raison des vacances d'été ;
- 4 novembre 2013 : dernier vol de MSN1, par le même équipage du premier vol effectué le 11 décembre 2009, accumulant 475 vols, soit 1 448 heures et 25 minutes[39] ;
- 6 novembre 2013 : livraison retardée de MSN8, initialement prévue au 30 septembre 2013 ;
- 29 décembre 2013 : premier vol en mission opérationnelle de MSN8, d'Orléans à Bamako au Mali ;
- 25 juillet 2014 : livraison de MSN10, premier appareil avec cinq capacités améliorées ;
- 9 mai 2015 : un A400M destiné à l'armée turque, encore en phase de test, s'écrase après son décollage de l'aéroport de Séville. L'accident fait 4 morts et 2 blessés ;
- 19 juin 2015 : livraison du premier appareil capable d'effectuer le largage de parachutistes en chute libre par la rampe arrière (MSN19)[40] ;
- 17 septembre 2015 : début des vols d'essai sur la piste en herbe, à Écury-sur-Coole ;
- juillet 2022 : passage de la qualification pour les terrains dits « sommaires » sur la piste en herbe de l’Armée de l'air à Ambérieu-en-Bugey[41].

### Négociations, accord finalisé
À la suite de l'augmentation des coûts de développement du programme A400M, estimés initialement à 20 milliards d'euros, des négociations ont eu lieu entre EADS et les différents États pour financer un surcoût estimé à 11 milliards d'euros. Lors de leur réunion de Palma de Majorque, les ministres de la Défense confirment leur intérêt dans le projet de l'A400M et entament des négociations sur la répartition budgétaire. La France confirme prendre en charge un quart de la part du financement à la charge des états (400 millions d'euros sur 1,5 milliard d'euros d'avances remboursables). Un accord définitif est conclu en juin 2010, après débat au parlement allemand.
Un nouvel accord sur les spécifications est signé. Les premiers appareils seront livrés dans un standard de base 1.1 avec de simple capacité de transport, puis dans un second standard 1.2 disposant des premières capacités militaires dont le largage de parachutistes et de matériel. Un troisième standard 1.3 permettra de disposer des capacités de ravitaillement en vol. Les standards 1.4, 1.5 et 1.6 permettront de répondre à l'intégralité du cahier des charges, dont l'autoprotection et la navigation en suivi de terrain automatique,,,,. Les premiers pays livrés, principalement la France et la Grande-Bretagne devront procéder à la rénovation des appareils réceptionnés aux standards intermédiaires.
De nouvelles dates de livraison sont annoncées, un quasi-accord est obtenu sur la répartition des surcoûts, évalués à 5,2 milliards d’euros dont 1,8 milliard d'euros déjà provisionnés par EADS dans ses comptes :
- 2 milliards à titre d’augmentation de prix, hors éventuelle dérive ultérieure pour tenir compte de l’augmentation des matières premières), et hors éventuelle réduction du nombre d’avions ;
- 1,5 milliard à titre d’avances remboursables, même si EADS souhaite, pour ne pas augmenter sa dette dans ses comptes, que ces montants apparaissent plutôt comme une vente de technologies ; qui pourraient alors se traduire ultérieurement par des royalties sur les ventes à l’export[46].

Le calcul, à partir des chiffres donnés le 8 mars 2010 par Hervé Morin, fait apparaître un coût unitaire de l’A400M pour la France de 130 millions, avec un mécanisme financier ayant fait l'objet de négociations qualifiées d'extrêmement difficiles. Et des avances remboursables sur le produit de ventes des avions à l’export alors que cet appareil sera confronté à un marché très concurrentiel.
Finalement, après des négociations particulièrement difficiles, les sept pays membres de l'Otan ont signé à Séville, le 7 avril 2011, le plan de financement. En effet, non seulement « l'A400M reste encore la meilleure solution pour les armées européennes », selon Thomas Enders, président d'Airbus, mais aussi 40 000 emplois dont 11 000 sur le sol français dépendent de cet appareil.
Le programme reste loin d'être rentable pour Airbus qui passe 551 millions d'euros de provision liée à l'A400M en 2014 tandis que le projet a alors encore besoin de 290 millions d'euros de charge dans le premier semestre 2015.
À la suite des difficultés successives du programme, Airbus décide en août 2015 de déplacer la direction du programme de Toulouse à Séville. Ce qui concerne cent personnes environ, principalement des ingénieurs.

### Plusieurs étapes de certification

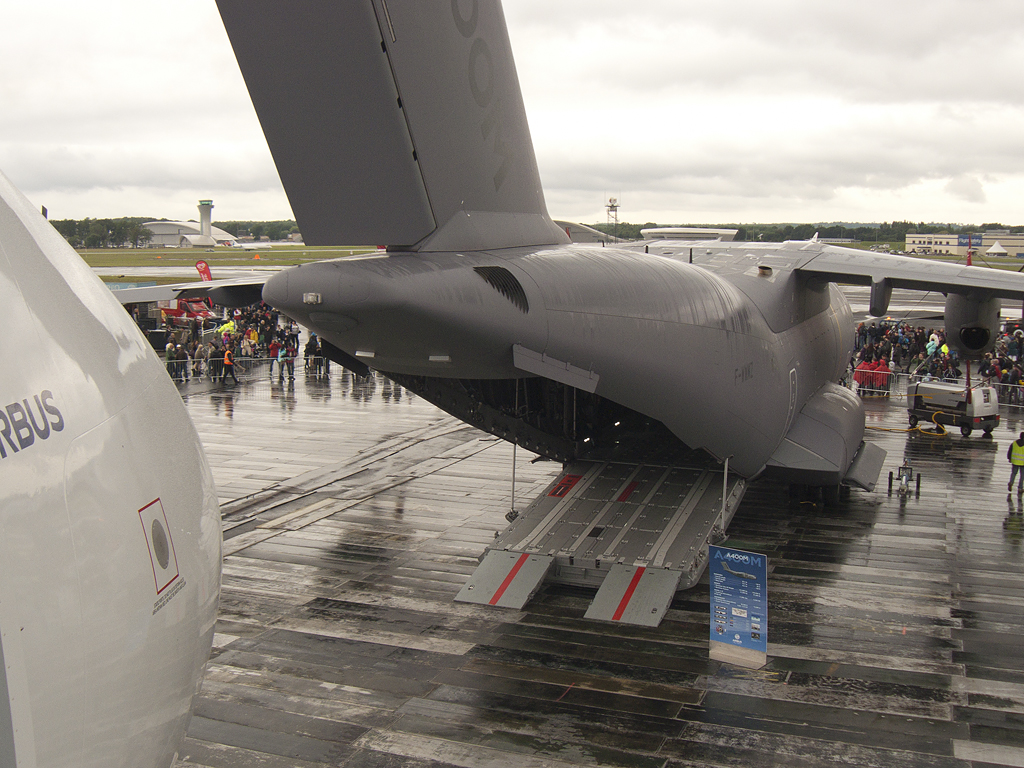
Rampe d'accès à la soute d'un Airbus A400M.

La nomenclature airbus de l'A400M prévoit fin 2015 cinq standards de livraison; anciennement SOC 1 (sigle en anglais : Standard Operating Clearance 1), SOC 1.5, SOC 2, SOC 2.5, SOC3 ; rebaptisés Batch IOC (en anglais : Initial Operating Clearance).
Même si l'appareil assurera à terme un très bon service stratégique et tactique, il faudra attendre l'année 2018 pour disposer de toutes les certifications. Ainsi, MSN008 avait besoin en 2014 d'un ordinateur portable supplémentaire pour son chargement, en attendant que sa console et son logiciel soient complétés :
- Batch IOC : MSN007, 008 et 009 ne peuvent effectuer actuellement que leur transport essentiel. Le MSN007 est en chantier pour passer au standard Batch 1 ;
- Batch 1 : Les appareils du MSN010 au MSN014 furent améliorés avec leurs cinq capacités complémentaires de transport, et donc au maximum[53] ;
- Batch 1+ : À partir du MSN015, plusieurs équipements supplémentaires sont disponibles dont les jumelles de vision nocturne, les transmissions satellitaires et les lances-leurres. En 2015, certains A400M seront construits avec la fonction partielle du ravitaillement et capables d'accomplir des missions aéroportées (largage de matériels et d'hommes)[54]. Le MSN019, livré le 19 juin, peut effectuer le largage de parachutistes par ouverture retardée à haute altitude pour une dérive sous voile, uniquement par la rampe arrière. Cette fonction, enfin autorisée, fut déjà réalisée en Séville, le 13 novembre 2010, par MSN003 et une équipe de dix parachutistes y compris Tom Enders, PDG d'Airbus[55]. Les vols transpolaires seront possibles à partir de 2016. En fait, du 1er au 4 décembre 2014 encore, MSN011 de l'Armée de l'air effectua ses vols d'essai au-dessus de l'Arctique afin d'expérimenter les conditions du grand froid[52] ;
- Batch 2 : À partir du MSN021 jusqu'au MSN031, le seul du lot destiné à la France et livré le 22 décembre 2015[56]. Ces appareils bénéficient d'un transpondeur IFF Mode 4, de radios chiffrées, de câbles pour les sangles des parachutes utilisés lors des sauts avec ouverture automatique, et autorisent des sauts à ouverture retardée par la rampe et les portes latérales ;
- Batch 2 particulier : Le MSN032 destiné à la Malaisie, premier client non européen ;
- Batch 3 : À partir du MSN033 jusqu'au MSN 42. La France réceptionnera le MSN033 début 2016, puis le MSN037 dans l'année. Les apports de ce standard sont très importants : liaison L16, capacité tactique de largage par sangle d'ouverture automatique limitée à un côté uniquement, capacité de largage par gravité de matériels par palette de 1 000 à 1 500 kg, capacité de ravitailler en vol des chasseurs (que la DGA doit encore valider pour les Mirage 2000 et les Rafale), logiciels d'autoprotection DASS (Defensive aids Sub-System), système de gestion de soute pour responsable de la soute, contrôle des postes radio chiffrés ou non-chiffrés ;
- le ravitaillement en vol des hélicoptères sera la dernière fonction développée ;
- finalement, la mise au point de l'appareil sera achevée en 2018. Le vol à basse altitude sera autorisé[57] tandis que les appareils profiteront d'un système de navigation de la nouvelle génération. Puis, le constructeur commencera à modifier les appareils déjà livrés, de sorte que tous les A400M puissent assurer entièrement leurs missions.

Il est certain qu'Airbus réussit à développer un appareil satisfaisant le transport logistique, jusqu'en 2015. Le 26 octobre 2015, lors d'une conférence de presse à Séville, Fernando Alonso, nouveau patron, précise que 14 capacités sur 32 présentées dans le programme sont déjà certifiées et sont disponibles.
En 2023, l'A400M dispose déjà de toutes les capacités prévues et conçues. Encore faut-il uniformiser la flotte. En effet, les premiers appareils ne sont pas capables de satisfaire toutes les fonctions. Les modifications de l'appareil sont tenues à Getafe, tout comme la production. Dans cette optique, il faut plusieurs mois de rénovation, car parfois le changement de structure est nécessaire. En ce qui concerne la flotte française, cette uniformisation complète est prévue en 2027.

## Commandes et production

### Commandes
- Utilisateurs actuels
- Futurs utilisateurs

| Date               | Pays        | Première livraison | Première livraison | Commandes | Appareils livrés (29 mai 2025) |
| Date               | Pays        | Contrat            | Réel               | Commandes | Appareils livrés (29 mai 2025) |
| ------------------ | ----------- | ------------------ | ------------------ | --------- | ------------------------------ |
| 27 mai 2003        | Allemagne   | 2010               | 18 décembre 2014   | 53,       | 49                             |
| 27 mai 2003        | France      | 2009               | 1er août 2013      | 50        | 24,                            |
| 27 mai 2003        | Espagne     | 2011               | 18 novembre 2016   | 27        | 14                             |
| 27 mai 2003        | Royaume-Uni | 2010               | 17 novembre 2014   | 22,       | 22,                            |
| 27 mai 2003        | Belgique    | 2018               | 22 décembre 2020   | 7         | 7                              |
| 27 mai 2003        | Luxembourg  | 2017               | 7 octobre 2020     | 1         | 1                              |
| 27 mai 2003        | Turquie     | 2009               | 4 avril 2014       | 10        | 10                             |
| 8 décembre 2005    | Malaisie    | 2013               | 9 mars 2015        | 4,        | 4                              |
| 1er septembre 2021 | Kazakhstan  | 2024               | 5 décembre 2024    | 2,        | 1                              |
| 18 novembre 2021   | Indonésie   | 2022               | ?                  | 2         | 0                              |
| Total              | 10 pays     |                    |                    | 178       | 131                            |

Pays utilisateurs :
Utilisateurs actuels
Futurs utilisateurs

Les premières commandes hors Europe ont été enregistrées en 2005 avec l'Afrique du Sud, la Malaisie et le Chili. Le Chili n'a cependant pas confirmé sa commande, après les élections.
Le 5 novembre 2009, l'Afrique du Sud a cependant annulé sa commande de 8 avions en raison de la hausse des coûts et des retards pris dans les livraisons. Après 18 mois de négociations, le 29 novembre 2011, un accord financier a été trouvé, Airbus Military a remboursé 321 M€ à l'Afrique du Sud, afin de compenser les avances versées en 2005.
Le 26 janvier 2011, le Bundestag allemand avait décidé de ne conserver que 40 appareils. Les 13 autres exemplaires de la commande ferme passée par l’Allemagne devaient être revendus à un tiers. Cette intention a été abandonnée par la suite. La commande allemande reste donc de 53 appareils.
En juillet 2013, le PDG d'Airbus Fabrice Brégier annonça dans un entretien que le constructeur prévoit désormais 300 appareils de marché hors États-Unis et Chine. L'exportation en vue d'améliorer sa rentabilité est attendue, notamment dans les marchés d'Asie, du Moyen-Orient et d'autres pays européens, mais aussi aux États-Unis à long terme. Pour le C-17, quant à lui, la ligne de production de Boeing, héritage de McDonnell Douglas, ferme en 2015.
Il est probable que le constructeur se concentre dorénavant sur le remplacement des C-130 et des C-17 vieillis auprès de l'United States Air Force, par des A400M. De fait, en juin 2015, Thomas Enders estimait dans un entretien qu'elle deviendra le plus grand client de l'400M au plus tard dans la prochaine décennie.
Airbus Défense n'enregistre aucune commande entre 2006 et 2017. L'un des candidats, l'Armée de l'air royale danoise examina certes les dossiers de l'A400M. Toutefois, en septembre 2015, son responsable déclara à Londres qu'elle ne préfère pas celui-ci en raison du coût supérieur au C-130J. Ensuite, en octobre, l'un des responsables du constructeur, Pilar Albiac, annonça que l'Égypte pourrait en acquérir un certain nombre. Encore faut-il que soit confirmée l'information.
En automne 2015, MSN024 livré à la Royal Air Force en septembre fut choisi et chargé d'effectuer un tour de monde. L'équipe comptait 32 personnels, y compris quelques parachutistes britanniques. Dans l'optique de promouvoir l'exportation, ZM405 visita la Géorgie, les Émirats arabes unis, la Malaisie, la Corée du Sud, le Japon, les États-Unis ainsi que le Canada.
Fin 2015, l'Espagne serait en négociation avec Airbus Military afin de trouver des repreneurs pour environ la moitié de sa commande de 27 appareils.
L'Indonésie, après plus de cinq ans de négociations, commande cinq appareils en juillet 2021. Finalement, après deux ans de négociations supplémentaires, la commande finale qui est signée en décembre 2022 est réduite à deux appareils. Le Kazakhstan commande deux appareils en septembre 2021.

### Retards de livraison
Il demeure encore des retards de livraison. D'une part, il s'agit de quelques exemplaires destinés à l'Armée de l'air française. En raison des difficultés financières de son gouvernement, une modification de livraison fut effectuée. Celle-ci ne recevra que 15 appareils au lieu de 36, jusqu'en 2019. Grâce au soutien de la Royal Air Force, le programme ne connaissait pas de modification de cadence.
Cependant, à la suite d'un contrôle intensif effectué par la Luftwaffe, la livraison subit en 2015 un gros empêchement. En effet, 875 manquements auraient été signalés lors de l'inspection de son premier exemplaire, MSN018. Le temps nécessaire pour les corrections fait que, l'Armée de l'air ne recevrait qu'un ou deux appareils en 2015. La Royal Air Force, quant à elle, dut repousser, en mars 2015, le lancement officiel de mission par l'A400M jusqu'en septembre, car elle n'avait reçu que 2 appareils au lieu des 7 prévus. À la fin du mois de mars, le calendrier de livraison n'était pas encore rétabli.
Il semble que MSN018 de la Luftwaffe ait effectué sa première mission, le 31 mars 2015. Donc, il aura fallu au moins trois mois pour résoudre les problèmes techniques de cet appareil.
Le 9 juin 2015, soit un mois après l'accident de Séville, Fernando Alonso (en), désormais responsable du programme de l'A400M, confirma sa prévision de livraisons de 13 à 17 appareils en 2015, à condition que la reprise des vols de réception soit autorisée sans tarder par le gouvernement espagnol. En effet, la production, quant à elle, continue sans interruption. Deux jours plus tard, ce gouvernement autorisa formellement la reprise des vols de prototypes et, le 18 juin, celle des avions de série à livrer.
Le retard de livraison et l'incapacité de ravitaillement en vol pour les hélicoptères ont motivé la décision de la France d'acquérir deux C-130J et deux KC-130J, pour un montant total (pièces de rechange, formation, etc.) de 650 millions de dollars.
L'Armée de l'air devrait disposer entre janvier et mars 2017 d'une flotte opérationnelle de 11 appareils, dont six au standard exigé par l'Armée de l'air. Trois autres appareils doivent être livrés lors du premier semestre 2017 et le quinzième en 2018.

#### Rétention financière
L’accord prévoit une campagne de « rénovation » (modernisation) des premiers appareils livrés depuis fin 2013, afin de les équiper de nouvelles capacités développées depuis. Airbus s’est engagé à ce que tous les A400M soient au standard complet d’ici à 2027.
Enfin, l’accord introduit « un mécanisme de rétention financière révisé ». En clair, les nations clientes ne pourront plus refuser de payer leur avion à la livraison, au motif que tout ou partie des capacités promises ne sont pas à bord.
Une situation qui a plongé Airbus Commercial Aircraft dans une spirale de surcoûts et de provisions financières. Au total, entre les pertes de chiffres d’affaires, les investissements supplémentaires et les problèmes techniques, Airbus a supporté pour huit milliards d’euros de surcoûts. Les États, bien que mécontents, ont, eux aussi, dû mettre la main à la poche en 2010 pour sauver le programme et ne pas perdre tout leur investissement de départ, à hauteur de 3,5 milliards d’euros. Résultat : l’A400M, dont le budget initial avait été fixé à 20 milliards d’euros en 2003, a dérivé de plus de 11 milliards.

## Capacités techniques
La particularité de l'A400M est de pouvoir remplir à la fois des missions de transport stratégiques (transporteur lourd, de longue portée) et tactiques (capable de se poser sur des pistes en mauvais état ou terrains non préparés).

### Certification civile
L'A400M bénéficie d'une compatibilité avec les normes de l'aviation civile internationale, dorénavant indispensable pour l'emprunt des lignes aériennes civiles par les avions militaires.

### Atterrissage et décollage

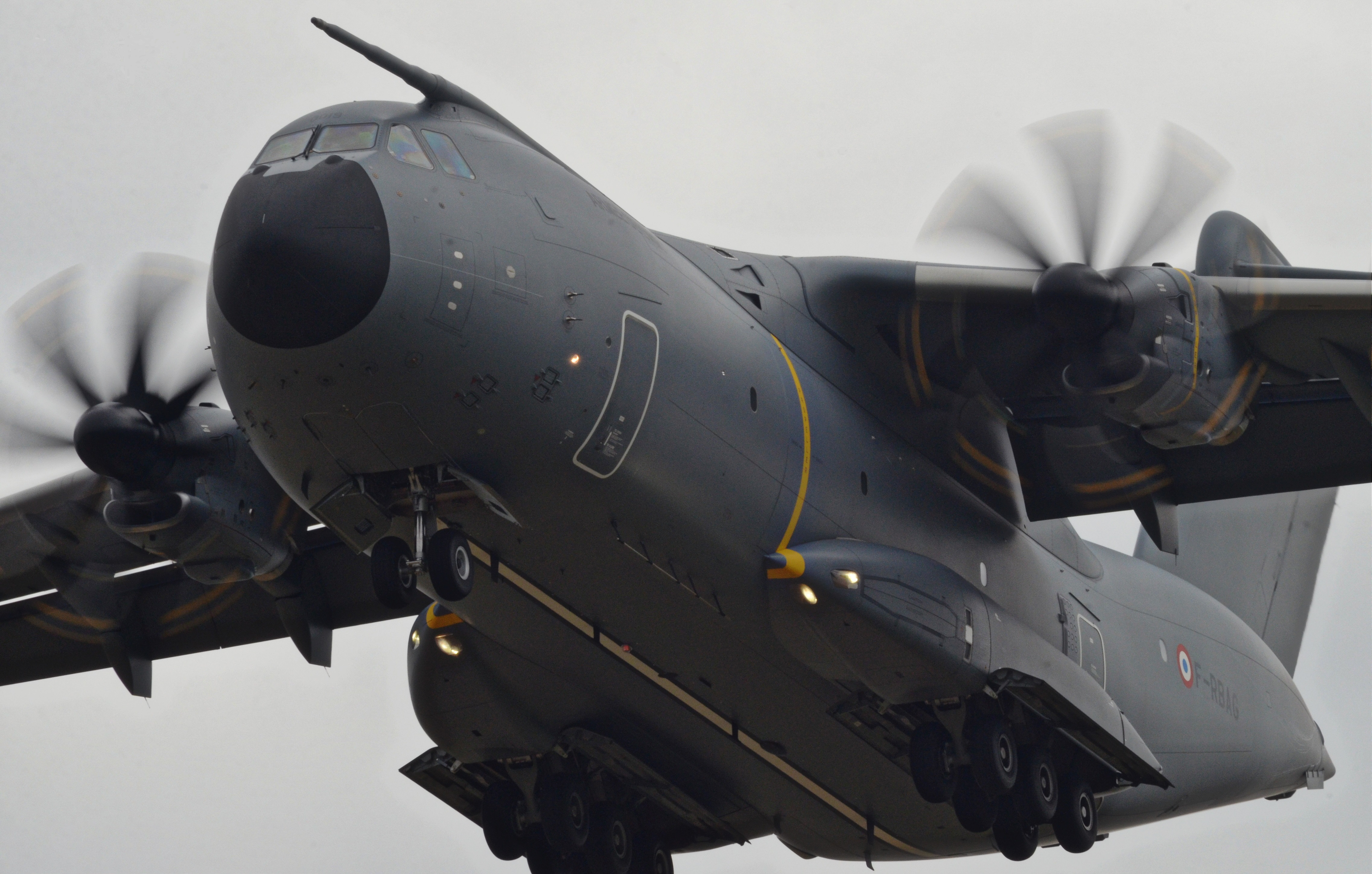
Afin de permettre la réalisation de missions militaires, ses trains sont renforcés.

L'A400M est équipé de pneumatiques à basse pression, et leur grande surface au sol lui permet d'utiliser des terrains non préparés (ex. : pistes en terre). En conditions militaires, il est capable d'atterrir sur des pistes de moins de 700 mètres et de décoller sur celles de 1 150 mètres.
Le 7 septembre 2015 débutèrent trois semaines de vols d'essai dans le cadre de la certification sur les pistes en herbe, sur l'aérodrome de Châlons - Écury-sur-Coole. En raison de la nécessité de nombreuses inspections, il fallut quasiment un mois, en dépit de 15 jours d'essai prévus. Selon le constructeur, l'objectif est rempli au début du mois d'octobre. La certification par l'Armée de l'air est obtenue en septembre 2016, après les essais réussis au Niger.

### Charge utile

Autonomie de l'Airbus A400M au départ de Paris. Rouge : avec une charge utile de 30 tonnes, le rayon d'action est de 4500 km. Vert : avec 20 tonnes, celui-ci s'étend à 6600 km.

La soute de l'A400M mesure 17,71 m de long, 4 m de large et 3,85 m de haut. D'une surface de 92 m2 et d'un volume cargo de 340 m3, elle permet d'accueillir neuf palettes militaires standard, 116 soldats avec leur équipement, ou encore 66 civières et une équipe médicale de 25 personnes. En configuration classique, l'A400M peut emporter 37 tonnes de fret (notamment en configuration classique de palettes). La rampe de l'aéronef est prévue pour supporter un poids de 32 tonnes. Avec 30 tonnes de charge utile, il peut effectuer 4 535 km de vol. Toutefois, si l'on réduit sa charge à 20 tonnes, son autonomie est améliorée jusqu'à 6 390 km. En août 2024, Airbus annonce qu'il est certifié pour larguer jusqu’à 25 tonnes de conteneurs ou de palettes par gravité ou par extraction, automatiquement avec l'aide d'un logiciel, le CARP (en anglais : Computed Air Release Point) qui permet d'augmenter la précision du point de chute. La quantité de fret livré dépend du mode de largage. Le mode « par gravité » suppose que l’appareil vole en étant légèrement cabré, afin que les palettes soient entraînées vers l’arrière pour sortir de la soute. L’altitude minimale doit être de 125 mètres. Quant au mode par éjection, il permet d’augmenter significativement le volume de fret à livrer.

#### Configurations d’emport en soute
En mission militaire, l'A400M peut emporter :

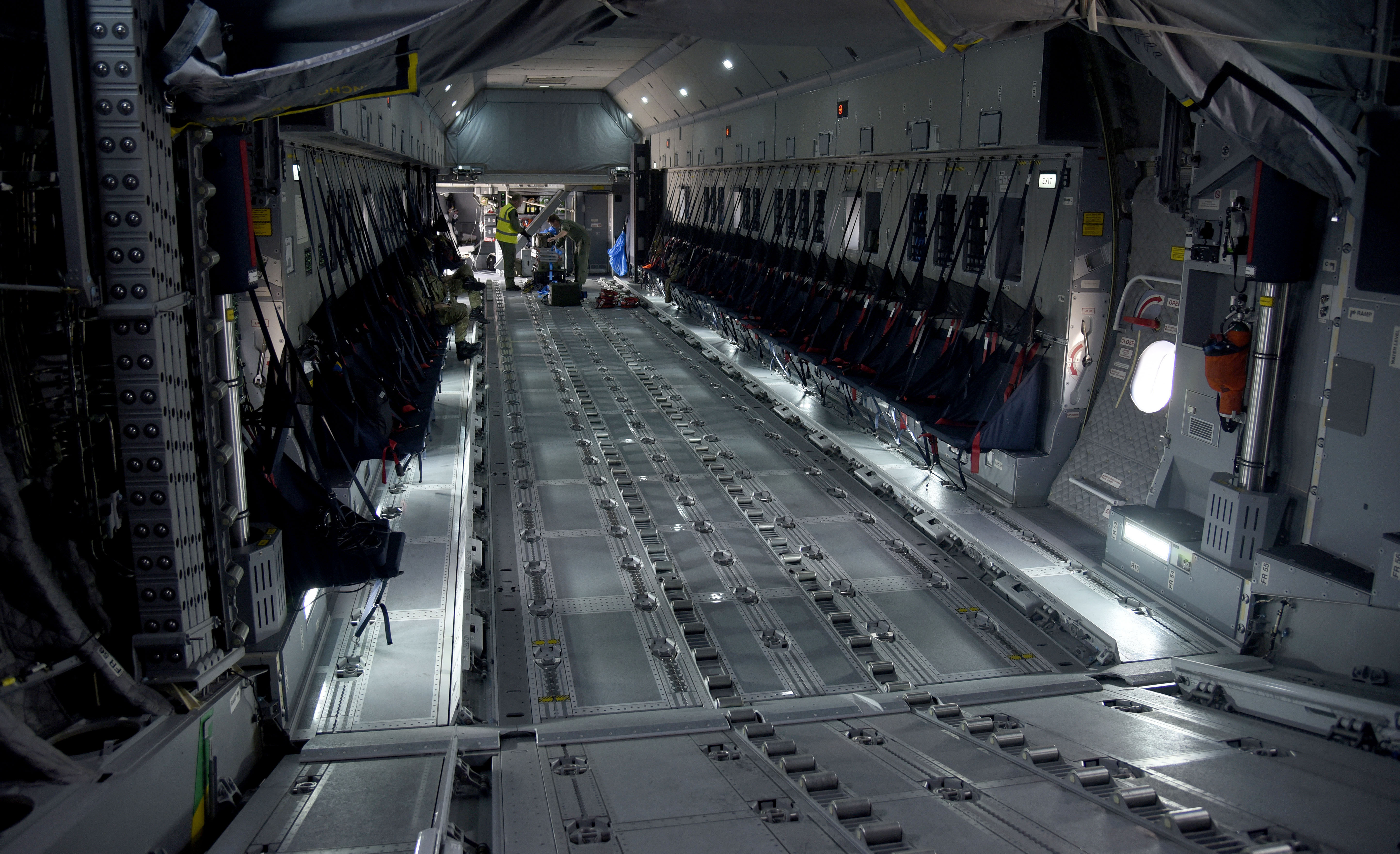
Vue intérieure de la soute d'un A400M.

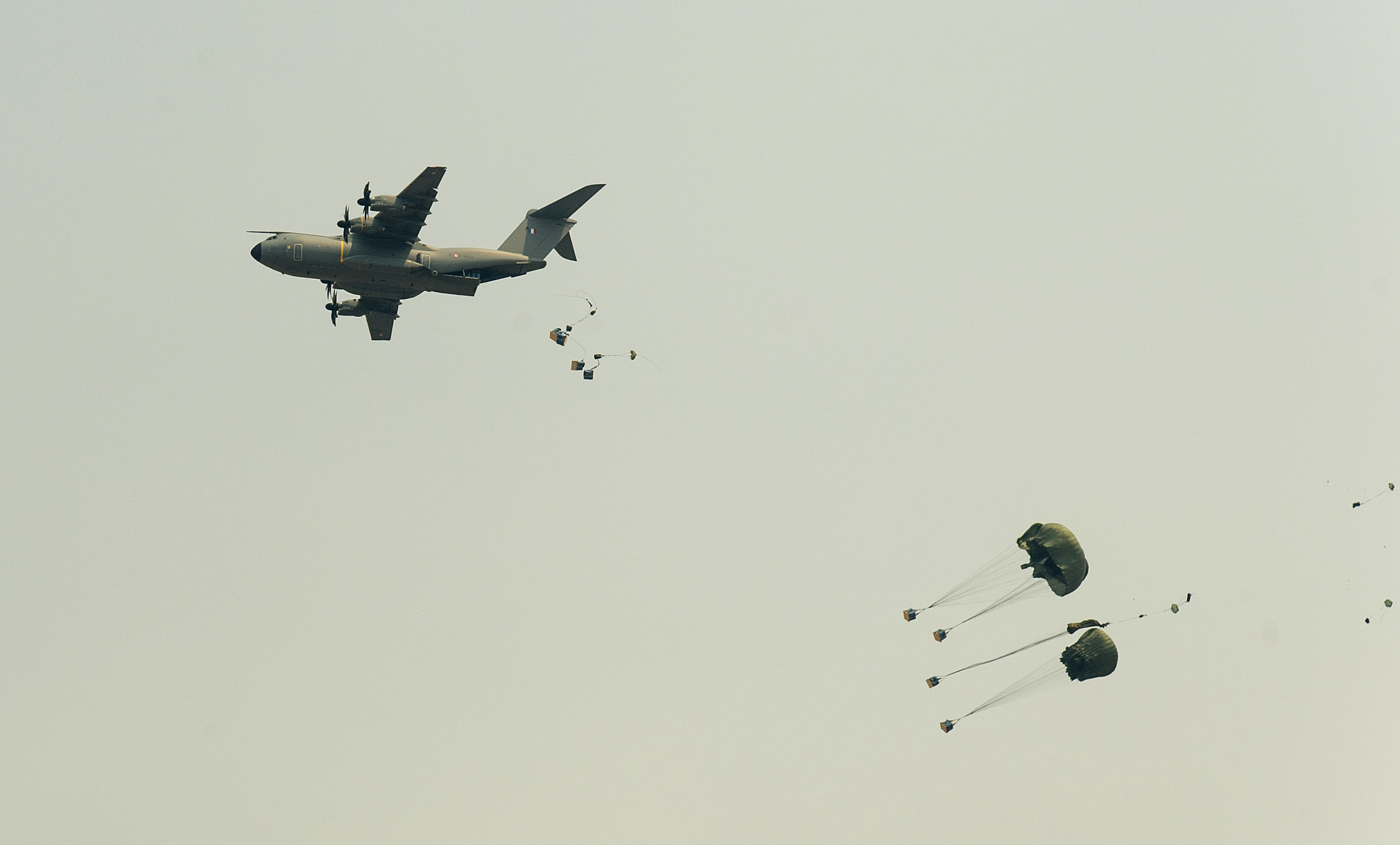
Largage de fret par un A400M de l'Armée de l'air au Yakima Training Center, en août 2017.

- deux camions de cinq tonnes et deux canons de 105 mm ;
- ou trois véhicules blindés de transport de troupes du type VAB ;
- ou un véhicule blindé de combat d’infanterie VBCI ;
- ou un véhicule blindé multirôle VBMR (24,5 tonnes)[130] ;
- ou un véhicule de lancement de missiles sol-air Patriot avec ses missiles ;
- ou un hélicoptère de transport de type NH90 ;
- ou trois hélicoptères d'attaque de type Tigre, tête-bêche ;
- il est capable de mettre en œuvre un drone et de procéder à son lancement en vol.

En mission humanitaire, l'A400M peut emporter :
- six Land Rover avec leurs remorques ;
- ou un semi-remorque de plus de 25 tonnes ;
- ou une excavatrice avec un camion de chantier ;
- ou une grue mobile.

### Ravitaillement

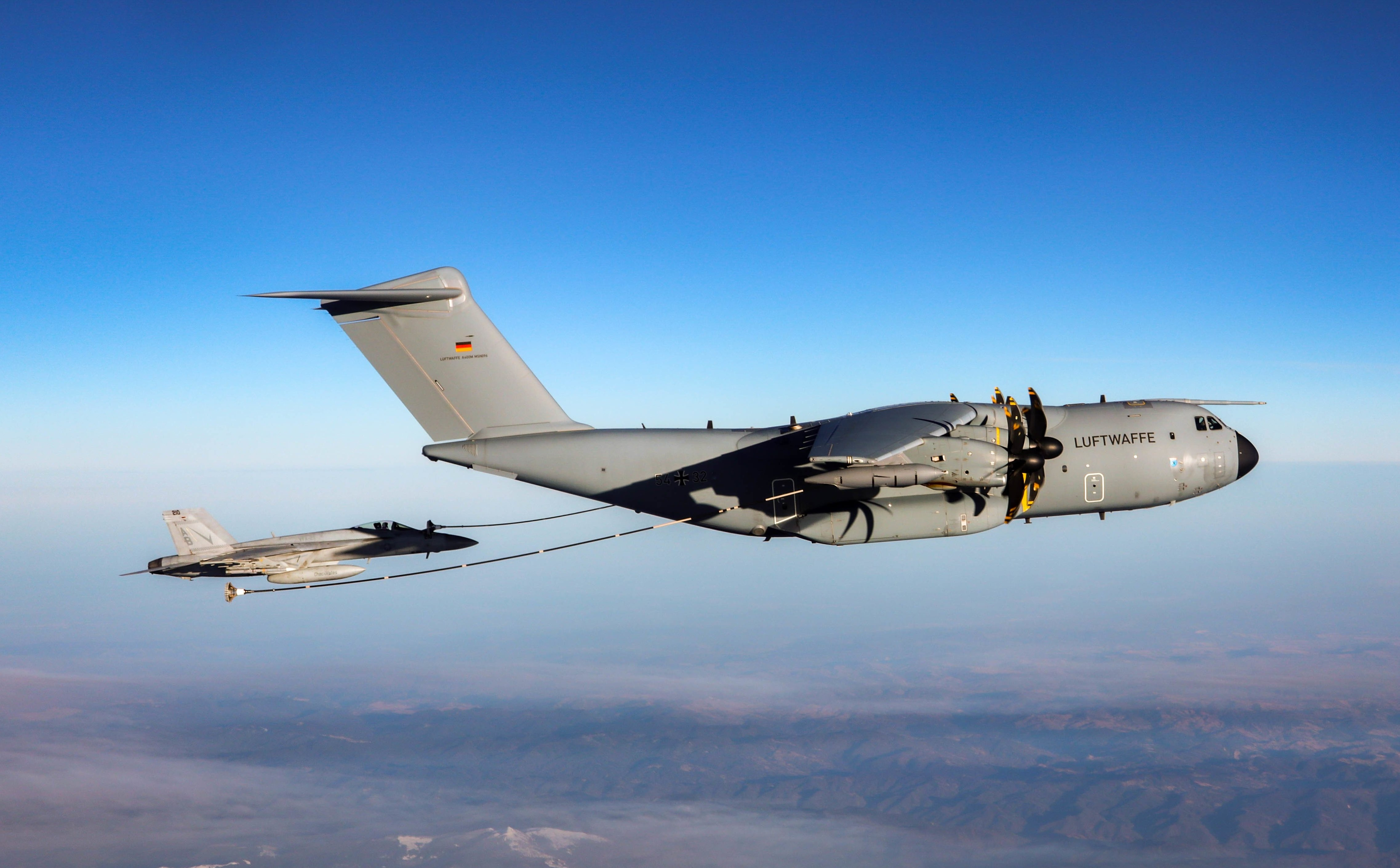
A400M de la Luftwaffe ravitaillant un F/A-18E Super Hornet américain.

L'A400M possède une capacité d'avion ravitailleur grâce à l'emport de deux nacelles sous les ailes. Néanmoins les premiers exemplaires en sont dépourvus jusqu'à un futur réaménagement. L'A400M immatriculé F-RBAL est le premier exemplaire livré à l'Armée de l'air avec deux nacelles permettant de ravitailler en vol. Le ravitaillement en vol a été effectué avec succès sur des avions, ainsi un exemplaire des forces aériennes espagnoles a effectué le ravitaillement de six F/A-18 au cours d'une mission. En juin 2018, la DGA « Essais en vol » a annoncé avoir effectué des essais « concluants » ayant consisté à vérifier la capacité de l’A400M à ravitailler des Dassault Rafale en vol. Les essais ont été réalisés de jour et de nuit, y compris avec jumelles de vision nocturne, dans plusieurs configurations Rafale (aéronef léger, centré arrière, à fort indice de trainée ou encore en conditions dégradées). Une campagne similaire est prévue en 2019 pour, cette fois, valider cette capacité de l’avion d’Airbus pour les Mirage 2000.
Le ravitaillement en vol des hélicoptères doit encore être achevé et certifié. En effet, l'avion doit braquer ses volets pour réduire sa vitesse à 200–240 km/h ce qui génère d'importantes turbulences au niveau du tuyau de ravitaillement et de son panier. Ainsi, lors d'essais en vol, un Eurocopter EC725 Caracal subissait un stress important sur ses pales de rotor. Le 26 octobre 2015, Fernando Alonso, responsable du programme, annonça qu'Airbus ne renoncera pas à cette fonction. Cependant, il faudra plus de temps de développement, afin d'éviter ce phénomène avec davantage de distance entre deux appareils. Des essais ont été réalisés en mars 2016 sur la maquette FLA10 de l'A400M dans la soufflerie F1 de l'Onera. Les résultats ont souligné la nécessité d'allonger les tuyaux de ravitaillement de 13 m pour atteindre 37 m et ainsi éloigner les hélicoptères des zones de turbulences. De plus, le diamètre des tuyaux devra être réduit pour conserver un volume équivalent des pods.
Le retard de cette certification dont la capacité a été réclamée par certains pays pour le ravitaillement des hélicoptères a obligé la France à acquérir deux KC-130J pour éviter un déficit capacitaire. La certification pour le ravitaillement des hélicoptères est actée en novembre 2022.

### Manœuvrabilité
Pour ses missions tactiques, l'A400M peut effectuer des virages jusqu'à 3 g et des évolutions allant jusqu'à 120° de roulis,. Son taux de roulis est de 35° par seconde (au lieu de 15°/s pour l'A320). Grâce à ses commandes de vol électrique, il est aussi vif qu'un biréacteur de type Dassault Falcon 10 pourtant bien plus léger. La vitesse d'approche est actuellement de 120 nœuds à masse courante et devrait encore être abaissée. La vitesse de croisière est très rapide (Mach 0,68 à 30 000 pieds) et 300 nœuds à basse altitude (180 pour un CASA, 210 pour un Transall, et 240 pour un Hercules) représente un grand apport de l'A400M Atlas sur ses prédécesseurs.

### Autodéfense
En juin 2015, la fonction de l'autoprotection n'était pas encore réalisée. L'installation du système (leurres et contremesures électroniques) était initialement prévue en 2016. Le groupe Lacroix va livrer en juillet 2019 un premier lot de leurres destiné aux A400M Atlas de l'Armée de l'air.
Toutefois, la Royal Air Force est en train d'équiper, avec son propre système d'autodéfense, trois exemplaires parmi ses A400M reçus jusque-là. Aucun de ces appareils n'est encore mis en service[Quand ?]. L'Armée de l'air est également en attente de ce dispositif. À la suite d'une audition auprès d'une commission de l'Assemblée nationale du 7 octobre 2015, dont le compte-rendu fut publié le 15 octobre, elle demande encore à Airbus le dispositif d'autoprotection, en attendant désormais des appareils au standard 1.5, qui seront capables d'effectuer des vols opérationnels, au lieu des logistiques,.

### Résistance aux conditions extrêmes
En 2014, l'A400M a été testé en conditions extrêmes en Afrique (à partir de Djibouti), puis un A400M de l’Armée de l’Air s’est rendu sur une base aérienne canadienne pour valider certaines procédures liées à la météorologie par grands froids (environ −15 °C), puis en Norvège où il a été soumis à des tests différents, sous une température de −1 °C mais avec cette fois ci un peu de neige, tous ces tests ayant été effectués avec succès. En 2021, une nouvelle campagne de test au Canada a eu lieu par des températures de −30 °C, puis en janvier 2025 sur des pistes glacées et enneigés. La certification glace a été validée au Groenland en mars de la même année, après cinq tests sur neige et glace avec des quantités variables de fret, à la base de l'armée danoise Mestersvig (en) et à la base scientifique et militaire danoise Nord.

### Sens de rotation des hélices

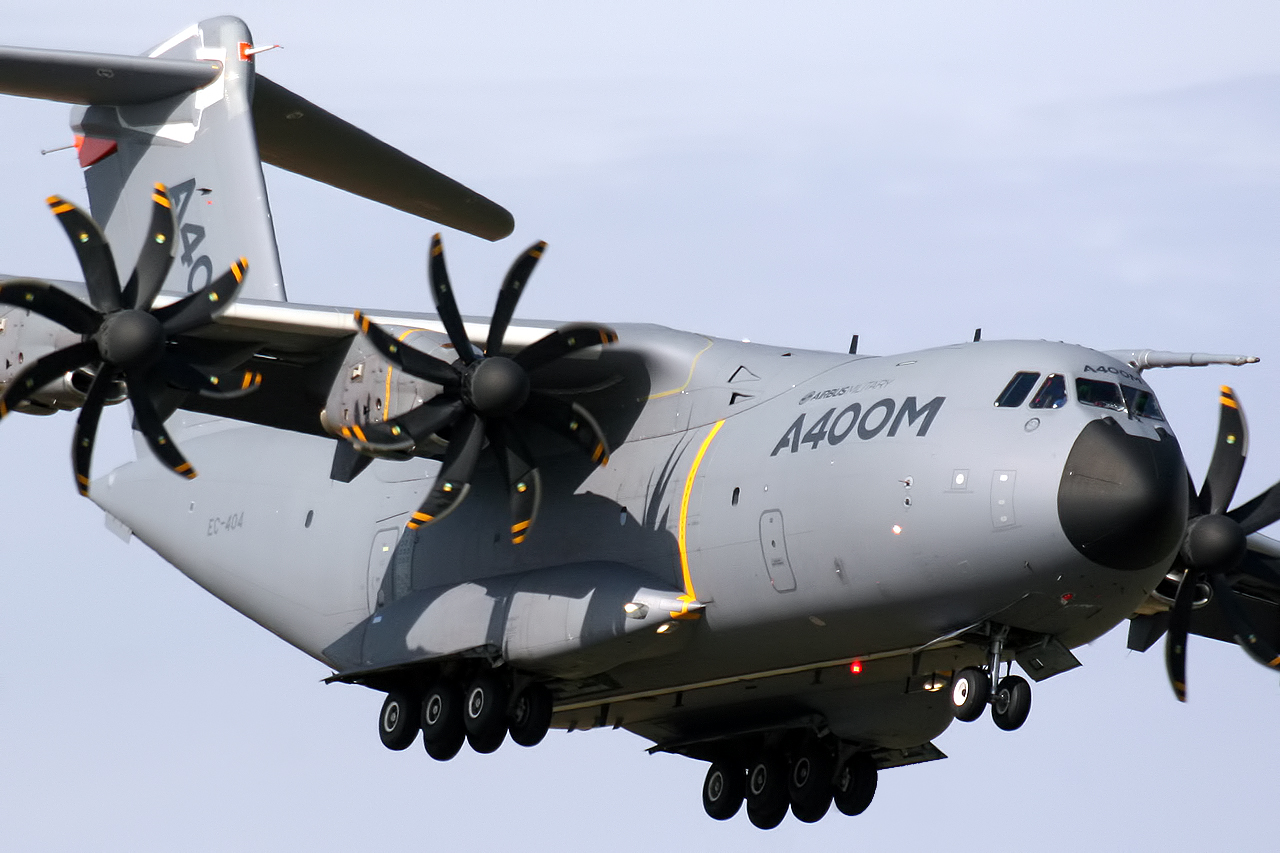
Hélices-cimeterres plus performantes en configuration DBE.

Un détail a beaucoup d'importance : le concept DBE (Down Between Engines), c'est-à-dire « pales descendantes entre les moteurs ». Sur chaque demi-aile, le sens de rotation des hélices des deux moteurs est inversé, le mouvement descendant des pales se produisant entre les moteurs environ au milieu de l'aile, de sorte que l'écoulement du souffle des pales soit concentré.
En conséquence, la certification précise que les hélices no 2 et 4 sont de type FH385, tandis que les hélices no 1 et 3 sont de type FH386.
Cette configuration a été principalement choisie afin de limiter la dissymétrie qui se produit en cas de panne moteur et plus particulièrement d'un moteur externe (ce qui est fréquent sur un avion militaire sur un théâtre d'opération). Mais elle a aussi de nombreuses implications : des efforts moindres sur la voilure, d'où un allègement possible de la structure. De plus, la taille de la dérive a pu être réduite puisque la correction en lacet peut être moindre en cas de panne moteur, ce qui réduit la traînée. Ces deux caractéristiques permettent une plus grande distance franchissable ou l'emport d'une charge utile plus importante pour une même quantité de carburant.
Les quatre turbopropulseurs intègrent tous des turbomoteurs identiques, tournant tous dans le même sens, mais deux des propulseurs utilisent comme réducteur une variante spécifique (avec un engrenage de plus) afin d'inverser le sens de rotation de l'hélice. Cette solution limite autant que possible le nombre des pièces spécifiques en se passant de variantes moteurs tournant dans les deux sens, solution utilisée jadis sur les moteurs V12 Allison du P-38 Lightning.
Les hélices-cimeterres de l'A400M, à huit pales et de 5,30 m de diamètre, sont fournies par Ratier.

## Conception et positionnement par rapport à d'autres appareils
(mai 2024).

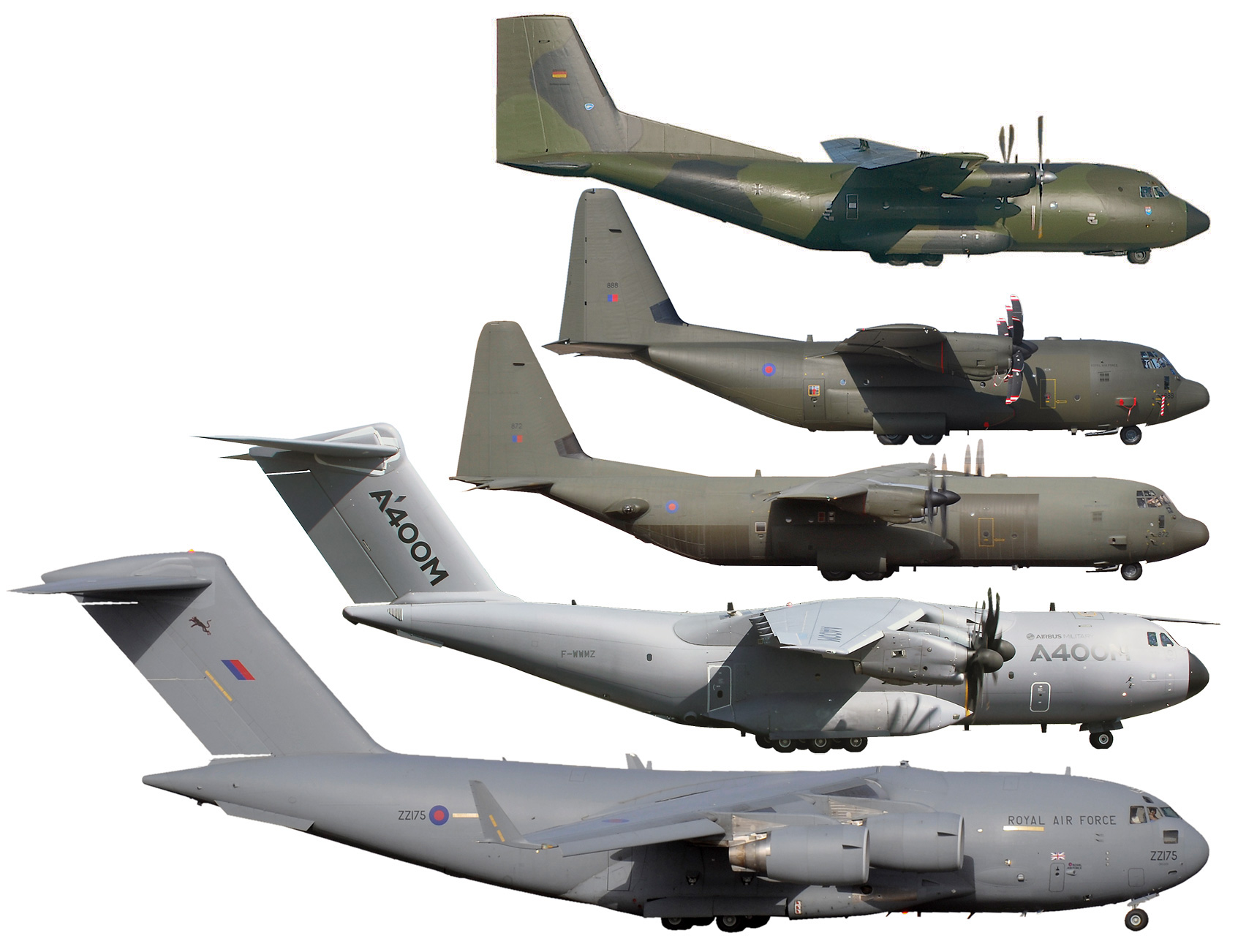
Comparaison de taille, de haut en bas : Transall, C-130J, C-130J-30, A400M et C-17.

Du fait de sa configuration à quatre moteurs et de ses capacités tactiques, l'A400M est souvent comparé au Lockheed C-130 Hercules qui est un appareil de transport tactique. Il est cependant nettement plus grand, se situant entre le C-130 et le C-17 Globemaster, un appareil de transport stratégique, sans atteindre une charge utile aussi élevée que ce dernier (voir le Comparatif technique ci-dessous).
Son concurrent potentiel serait l'ukrainien Antonov An-70, qui correspond au cahier des charges de l'A400M et dont un prototype vole déjà depuis 1997. Cependant, le développement de cet appareil a été considérablement ralenti par le retrait du projet de la Russie pour raisons politiques. Depuis les dernières élections d'un gouvernement ukrainien prorusse en 2010, la Russie s'est réengagée dans le programme et le développement a repris car cette dernière a également besoin de cet avion.[réf. nécessaire] L'Antonov An-70 est plus un démonstrateur (montrant la faisabilité des approches utilisées) qu'un prototype conçu pour être produit tel quel (avec des pièces conçues pour être fabriquées de façon industrielle, à un coût acceptable).
Le coût estimé d'un An-70 (51 millions d'euros) est environ égal à celui d'un C-130 Hercules (48 millions d'euros en 2010), soit environ trois fois moins qu'un A400M[réf. nécessaire] en mars 2010 (153 millions d'euros). Cependant, la construction de l'A400M a été préférée à l'achat d'An-70, car considérée par les pays clients comme nécessaire pour développer et maintenir en Europe les compétences inhérentes à ce type de projet, et afin de promouvoir le concept de défense européenne. À la date de la décision (2001), le cours de l'euro mettait le coût de construction de l'A400M au même niveau que l'achat de matériels à l'extérieur de la zone euro (voir tableau dans le paragraphe « Retards et surcoûts »). Concernant la construction sous licence des appareils, rien n'est évoqué.
Bénéficiant des synergies de la gamme d'Airbus, il est construit en partie avec des matériaux composites qui présentent de nombreux avantages, notamment en matière de masse, capacités mécaniques et furtivité radar. Comme pour les autres Airbus, les pièces de l'appareil seront fabriquées par plusieurs pays, et l'assemblage aura lieu à Séville. Le constructeur a profité des techniques développées pour son A380, notamment pour le cockpit (habitacle) : les écrans et manettes de gaz sont par exemple quasiment identiques.

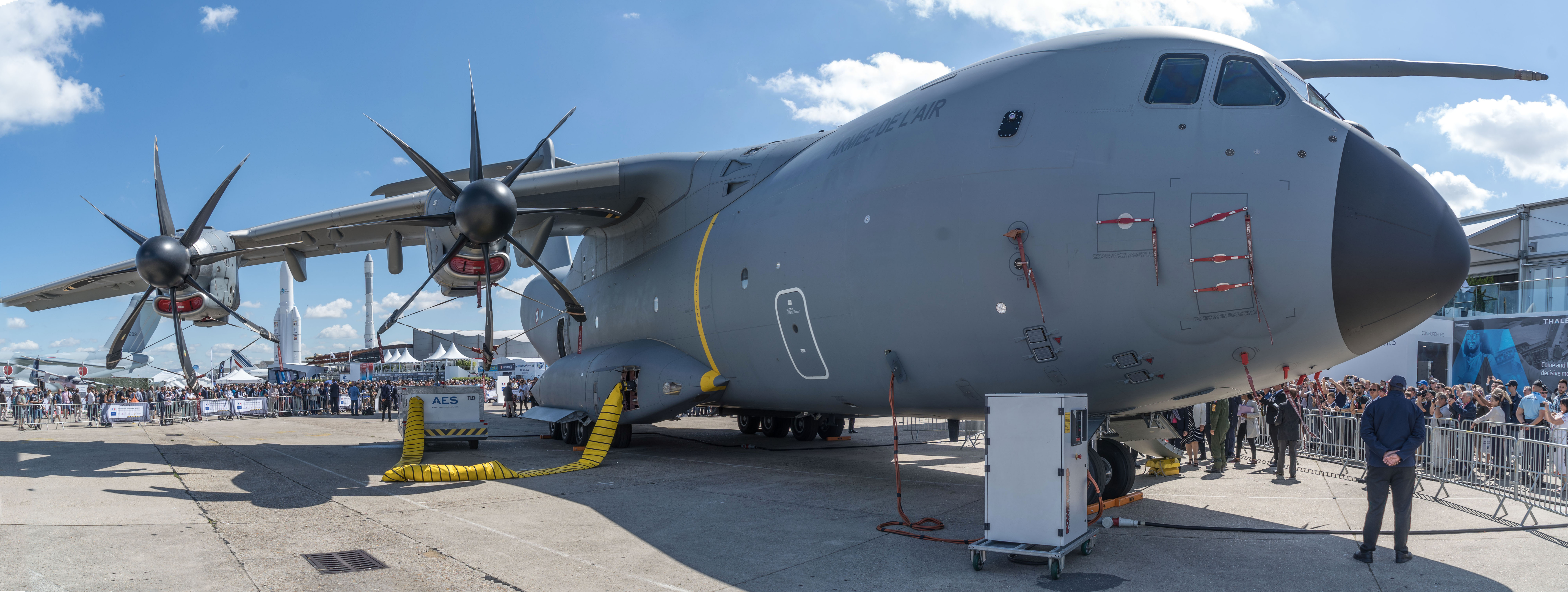
A400 au Bourget 2019

## Problèmes techniques et révision des spécifications
Fin 2008, les neuf partenaires du programme étaient prêts à revoir à la baisse certaines spécifications de l'appareil et à renoncer aux pénalités financières contractuelles en cas de retard à condition qu'Airbus fournisse au plus tard à la mi-janvier 2009 un état des lieux précis de la situation et des risques. Finalement, à l'été 2009, le moratoire est prolongé. Les problèmes de l'A400M concernent :

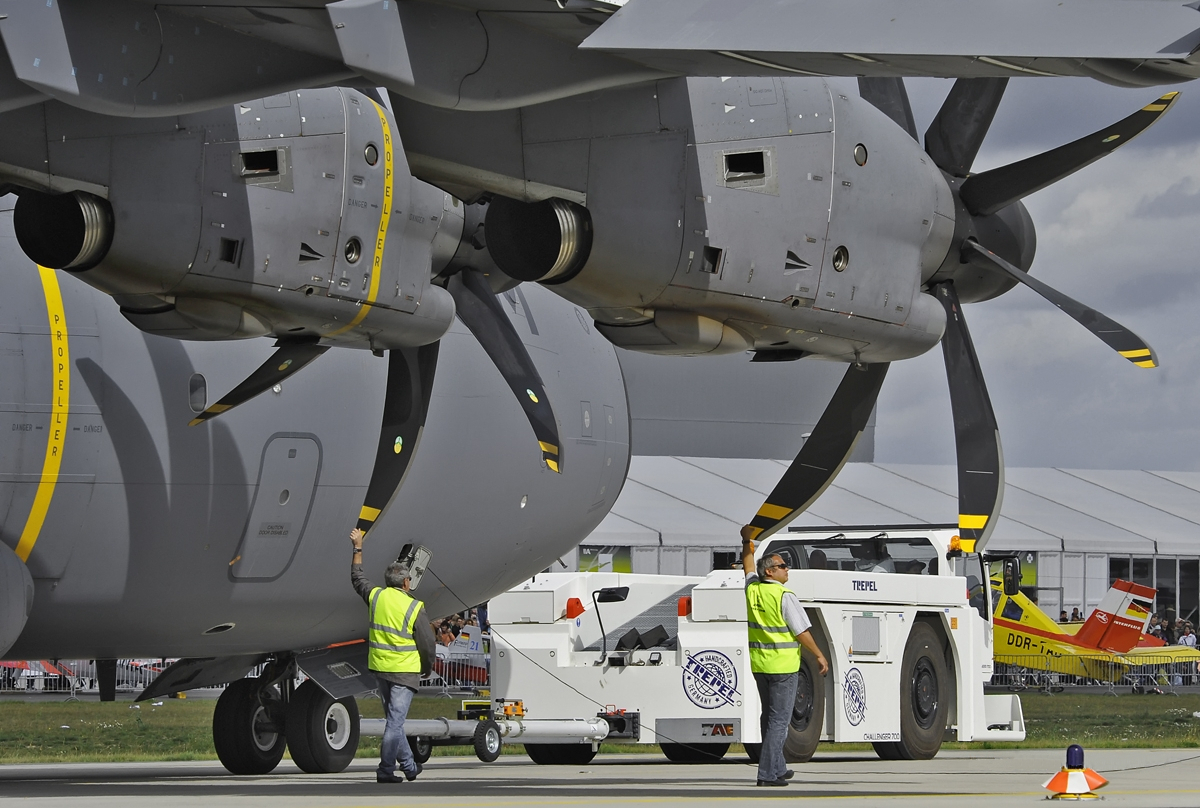
Europrop TP400-D6, turbopropulseur complètement nouveau avec une forme particulière.

- les turbopropulseurs : indisponibilité du turbopropulseur TP400 due à des problèmes sur le régulateur numérique de moteur à pleine autorité (FADEC). Le Fadec, disponible, est fonctionnel. Mais comme il a été développé par la société MTU sans les traçabilités nécessaires à sa certification civile, celle-ci a dû reprendre complètement le travail et le logiciel certifiable a été livré en juin 2009. Des améliorations y seront ensuite intégrées mais elles ne sont pas nécessaires pour le premier vol de l'avion[149]. Les essais de validation sur le banc d'intégration à Toulouse ont donné de très bons résultats de même qu'une première revue de l'agence chargée de la certification, l'AESA. La certification devrait intervenir en octobre prochain[Quand ?]. Le moteur lui-même poursuit ses essais sur le banc d'essai volant, permettant de valider l'enveloppe de vol du TP400 pour le premier vol de l'A400M, prévu et réalisé en décembre 2009[150]. Le logiciel de commande des moteurs a été directement impliqué dans l'accident du 9 mai 2015 à Séville ;
- la masse : l'A400M souffre encore d'une surcharge de 12 tonnes par rapport au cahier des charges[151]. Cette surcharge est due là aussi au système de certification civile ; par exemple des sièges passagers plus lourds d’environ 10 kg, pour résister à un crash et une décélération très brutale de 12 g, ce qui multiplié par 116 représente 1,16 t ; de nombreux équipements (circuits hydrauliques) devant être triplés, et non seulement doublés, pour assurer une meilleure sécurité ; des portes renforcées et autres équipements de secours ; un revêtement renforcé sur l’avion, et une pressurisation pour les couloirs aériens civils (12 000 m)[45] ;
- la navigabilité : présentée initialement comme un avantage[152], la vitesse élevée de l'A400M (Mach 0,68-0,72) lui permettant de s'intégrer dans le transport aérien commercial entraîne une complexité élevée des logiciels embarqués ;
- le pilote automatique : Thales rencontre des problèmes dans la mise au point d'un calculateur de vol répondant au cahier des charges ;
- le suivi de terrain : Airbus rencontre des problèmes dans la mise au point du logiciel Terrain Referenced Navigation System (TRN) répondant au cahier des charges. Ce retard provient essentiellement de l’adaptation du logiciel à la certification[149].

D'après Peter Scoffham, vice-président marketing du projet, pour résoudre ce problème de la certification civile, un maximum d’éléments seront certifiés selon les normes civiles européennes et ce qui ne pourra pas être certifié de cette manière le sera sur le plan militaire ou qualifié par les clients comme n’importe quel appareil militaire. Il n'en demeure pas moins que l'intégration des normes civiles induit un surpoids de l'appareil de 12 tonnes.

## Entretien
La maintenance des appareils de l'Armée française est désormais confiée au Service industriel de l'aéronautique à Clermont-Ferrand. Une équipe d'Airbus soutient à partir de janvier 2015 durant 18 mois le personnel de l'armée, jusqu'à ce que ces derniers puissent maîtriser la maintenance de manière autonome.
Dans cette optique, le MSN7 arriva à Clermont-Ferrand le 12 janvier 2015 pour en repartir le 4 mai 2015 suivi par le MSN8 qui arriva le 6 mai 2015. Il s'agit non seulement de la vérification de l'exemplaire mais aussi de corriger des défauts de jeunesse. Au début du mois de septembre 2015, le MSN7 fut renvoyé à Séville, celui-ci ayant besoin du remplacement d'une pièce dont la durée de vie a été jugée plus courte que prévu.
Par ailleurs, les deux armées, française et britannique, avaient décidé de répartir une réserve de pièces de rechange, afin de réduire le coût d'entretien. Il s'agit de 6 000 références, à l'exception de celles qui concernent le moteur.
Au regard des appareils allemands, la base aérienne de Wunstorf était, en 2015, en train d'aménager l'atelier d'entretien. L'aérodrome est également la seule base allemande de l'A400M.

## Engagements
L'A400M Atlas fut engagé pour la première fois en opération extérieure par l'armée française au cours de l'opération Serval en décembre 2013. Il a en particulier servi à l’occasion de la visite du ministre de la Défense Jean-Yves le Drian aux troupes françaises stationnées au Mali à la fin de l'année 2013.
Quant à l'A400M britannique, le premier appareil effectua sa première mission opérationnelle vers la base militaire d'Akrotiri à Chypre au début de mars 2015. Les deux premiers exemplaires accumulèrent 405 heures de vol, avant que l'accident de Séville n'arrive en mai,. Finalement, le ministère britannique déclara au nom de la Royal Air Force, le 15 septembre 2015, que sa flotte devint officiellement active, à la suite de l'arrivée du quatrième appareil. Initialement prévu en mars, cet événement subit enfin six mois de retard. Désormais, le remplacement de la flotte de C130J par l'A400M est possible.
L'état major des armées a annoncé que le 6 juin 2018 un hélicoptère d'attaque Tigre de l'Armée de terre a été transporté pour la première fois en A400M Atlas directement sur la base de Gao au Mali.
L'aptitude de l'A400M au largage en masse de parachutistes a également été testée par l'Armée de terre, du 1er au 5 juillet 2019, près de Calvi en Corse. Les légionnaires du 2e régiment étranger de parachutistes (2e REP) ont mené une campagne de sauts d’expérimentation, avec des sauts en ouverture automatique. Cela a donné lieu à une première : le largage en mer, en baie de Calvi, de la 3e compagnie du régiment, experte dans le combat nautique. Cela n'avait jamais été réalisé depuis un A400M.
Lors de l'évacuation de Kaboul en 2021, une vingtaine de A400M de plusieurs nationalités sont mobilisés. Un appareil français embarque un nombre record de 216 personnes le 17 août 2021.
En juillet 2023, un A400M de la Royal Air Force, immatriculé ZM420, a effectué 20 heures et 36 minutes de vol sans escale, lors de sa participation à l'exercice militaire Mobility Guardian 2023, tenue à Guam et alentour. L'appareil a décollé le 3 juillet de RAF Brize Norton et été ravitaillé trois fois par deux A330 MRTT de la même armée.

## Développement d'usage comme bombardier d'eau
En 2021, Airbus commença, en collaboration avec la division aéronautique d'Akka Technologies, à étudier un usage particulier de l'A400M comme bombardier d'eau. La décision fut prise en regard des besoins croissants de lutte contre les incendies de forêt. La solution retenue est l'installation d'un kit, qui ne nécessite aucune modification de l'appareil. Il s'agit d'une citerne que l'on fait glisser dans la soute de l'avion (roll on/roll off) dans laquelle on l'arrime et qui peut-être rapidement installée, deux tuyaux courant le long de la rampe permettent le largage de l'eau. Grâce à cette configuration, un A400M peut transporter au moins 10 tonnes d'eau (contre 6 pour un Canadair), sans toutefois pouvoir ravitailler en vol rasant. À la différence d'autres appareils actuellement en usage, il pourra atterrir sur une plage pour se ravitailler en eau, ce qui ne durerait que 5 à 10 minutes.
Les participants au projet sont nombreux, du fait de l'augmentation préoccupante du nombre et de l'intensité des incendies : en plus d'Airbus et d'Akka Technologies, participent plusieurs autorités européennes, notamment le ministère de la Transition écologique et du Défi démographique (MITECO) et le 43e escadron de l'Armée de l'air espagnole. Ce dernier est l'équivalent de la Sécurité civile en France.
En juillet 2022, les vols d'essai débutèrent près de Guadalajara en Espagne, en utilisant MSN006 qui est maintenant équipé d'un grand nombre de caméras,. Avec ce kit, Airbus réussit à larguer jusqu'à 20 tonnes d'eau en 10 secondes à une hauteur de 45 mètres et une vitesse de 230 km/h. Un autre atout d'Airbus est la capacité à opérer de nuit, aucun autre appareil européen n'étant capable d'effectuer cette mission. Les appareils dérivés d'avions civils ne permettent pas d'envisager leur exploitation en conditions nocturnes. Les vols d'essai doivent se poursuivre, afin de confirmer la sécurité de ce type de mission et la fiabilité du système,. L'obstacle principal est le problème de maniabilité de l'avion avec des conditions de chaleur intense que produisent des incendies.
En 2023, Airbus à effectué de nouveaux essais durant deux semaines en Espagne. Un kit amélioré a été testé et s'est avéré 30% plus efficace. Cette version évoluée est capable d'utiliser du retardant. Désormais, le constructeur attend la réponse des autorités. 
En 2025, devant l'intérêt manifesté par la direction générale de la Sécurité civile et de la gestion des crises, une série de largages d'essais et de démonstrations du kit feux de forêt est effectuée à Nîmes-Garons. Et dans l'article de La Tribune Toulouse, apparu le 7 mai, Jean-Brice Dumont, directeur de sa division, a indiqué que certains clients de l'A400M avait commandé des kits pour adapter leurs appareils.

## Accident du9 mai 2015à Séville

Vitesse et altitude de l'appareil, le 9 mai 2015.

Le 9 mai 2015 à 12 h 57 (heure locale (10:57 UTC), l'A400M MSN023, le 21e exemplaire à voler, destiné à l'Armée de l'air turque, décolle pour son premier vol avec un équipage de six personnes, toutes espagnoles et travaillant pour Airbus.
L'avion signale un problème technique peu après le décollage, perd de l'altitude et tente un atterrissage forcé dans un champ proche de l'aéroport San Pablo de Séville, au cours duquel il percute un pylône de ligne à haute tension et prend feu, faisant quatre morts et deux blessés graves.
L'enquête a mis en cause un défaut de qualité, un effacement accidentel des paramètres de calibration du couple des hélices, dans l'installation du logiciel des unités de commande électronique (ECU) de trois des quatre turbopropulseurs, entraînant le gel de leur puissance puis leur blocage au ralenti après la réduction des gaz par les pilotes. Cette défaillance est écartée sur les A400M en service, qui ont été vérifiés à la suite de l'alerte émise le 19 mai par le constructeur.
Il s'agit du premier accident impliquant un A400M. Selon plusieurs sources, l'accident aurait provoqué un retard de production de trois mois.

## Dans la culture populaire

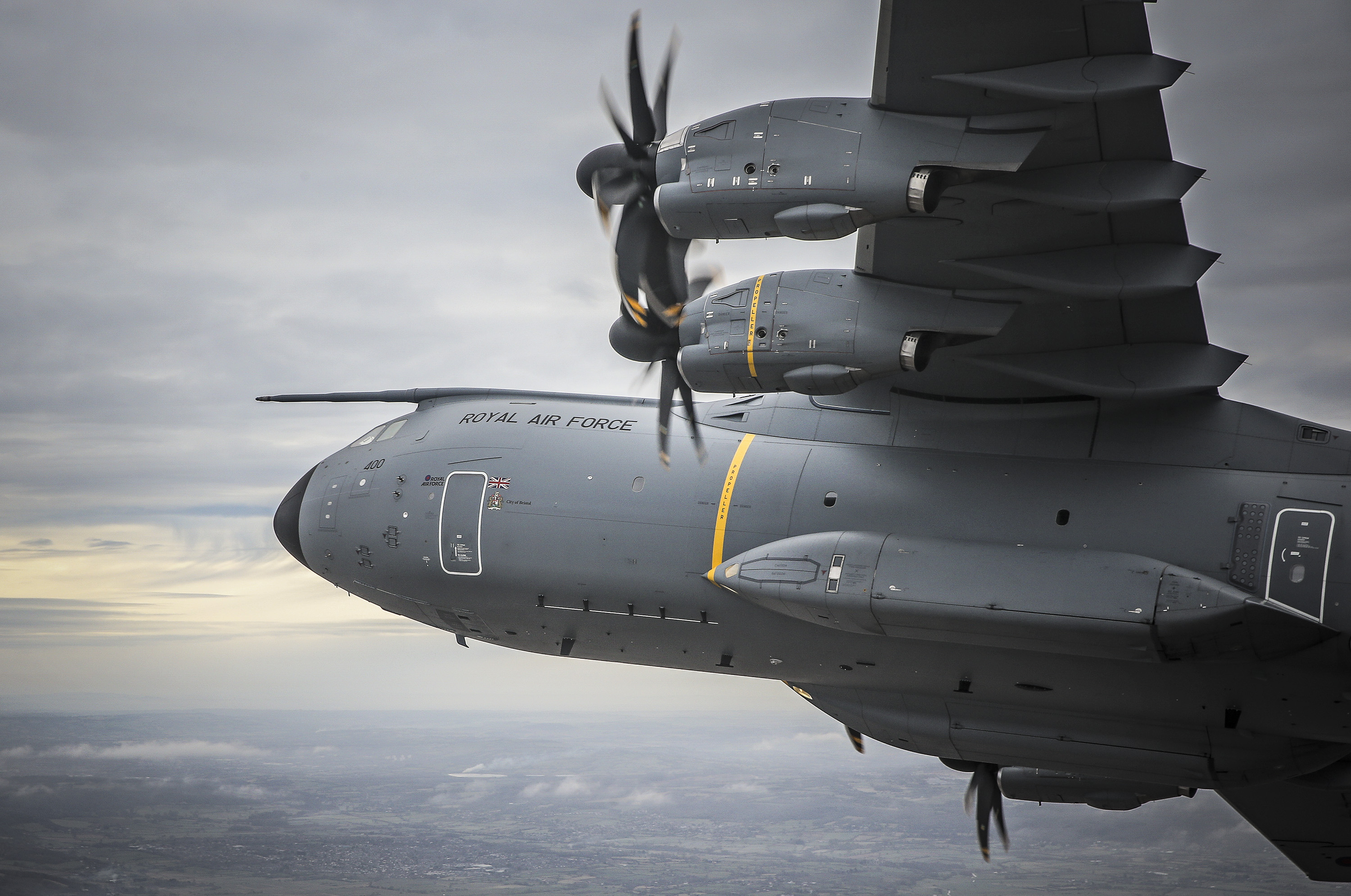
Le tournage bénéficia du déflecteur de protection des parachutistes, en avant de la porte L2 (2e).

Dans le film Mission impossible : Rogue Nation (2015), lorsqu'un A400M décolle, le héros se trouve à l'extérieur de l'appareil. Le 17 juillet, Airbus Military diffuse une vidéo officielle concernant ce sujet. Le tournage a été réalisé le 31 octobre 2014 en utilisant le prototype F-WWMZ MSN006, sur la base britannique à Wittering dans le Cambridgeshire. La séance profitait du déflecteur installé en avant d'une porte, de sorte que les parachutistes puissent éviter les turbulences. Le projet remonte en septembre 2013 sollicité par une proposition de Paramount Pictures, et avait besoin de nombreuses études et préparations jusqu'au tournage. Ainsi, il fallait protéger l'acteur dans le froid de 3 °C à 1 000 mètres d'altitude à une vitesse de 240 km/h. MSN006, quant à lui, enregistra 17 atterrissages dont 8 avec Tom Cruise. À la suite du succès commercial du film, Airbus présenta une autre vidéo le 8 septembre.
Dans le film Criminal : Un espion dans la tête (2016), l'avion sert à transporter le prisonnier et à la préparation de l'implantation de la mémoire de l'agent de la CIA décédé dans le corps du prisonnier.
Dans le film The Covenant, l'A400M apparaît alors comme avion de transport notamment dans les dernières scènes du film lorsque Ahmed et sa famille ainsi que John Kinley sont rapatriés aux États-Unis.

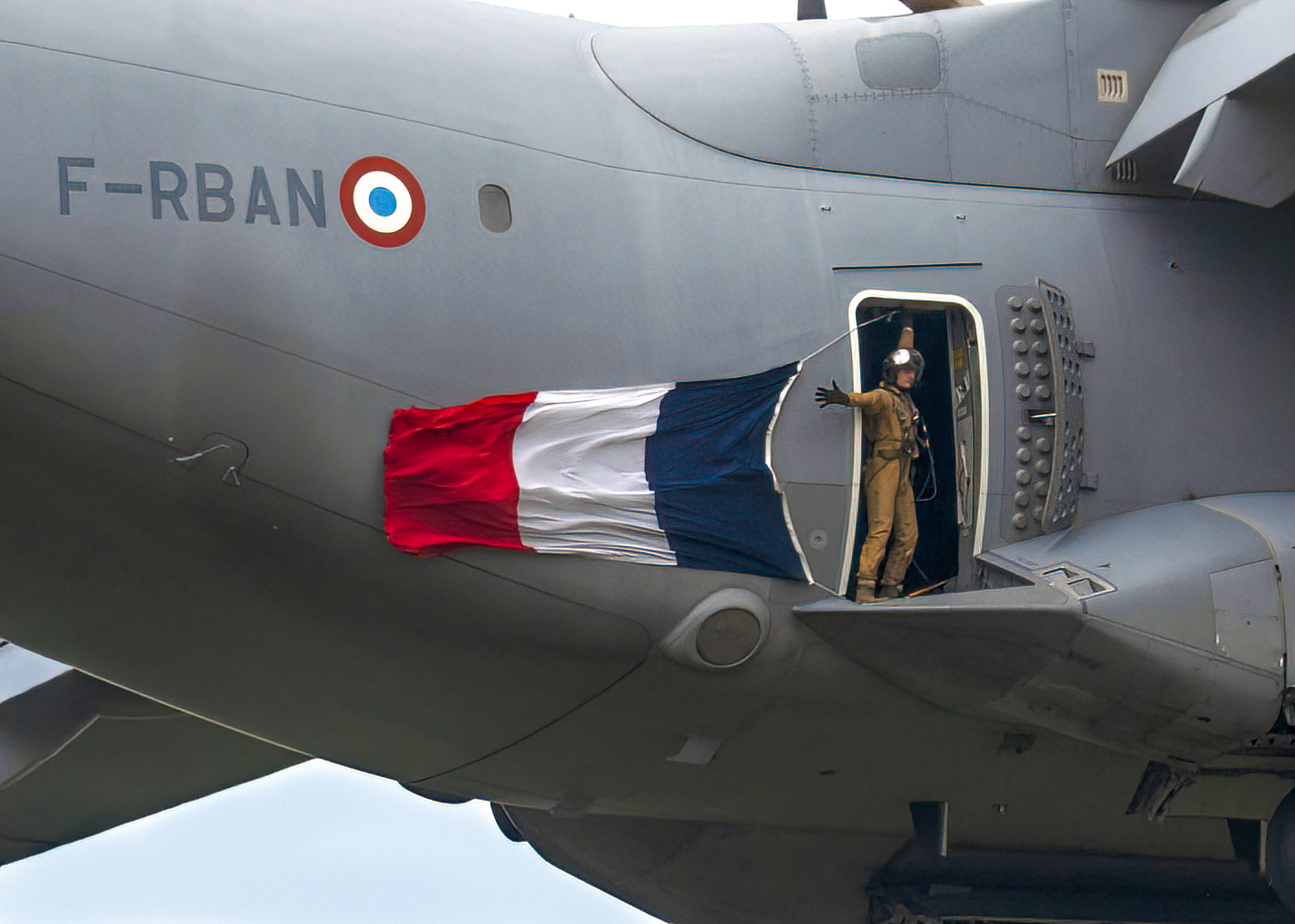
Présentation A 400M avec déflecteur ouvert. Meeting de Cerny la Ferté Alais juin 2025

Depuis 2018, l'armée de l'air et de l'espace propose une démonstration tactique de l'appareil : L'A400M Tactical Display. Celle-ci vise à démontrer les capacités de l'Atlas lors de meetings aériens.